# 肥前長野站
肥前長野站（日语：／ Hizen-Nagano eki */?）是位於佐賀縣伊萬里市大川町大川野，為九州旅客鐵道（JR九州）的筑肥線車站。車站與福岡縣道38號並行。

## 車站構造

### 站房
木建站房一座，為開站起一直使用至今。無人化後因疏於管理，2000年代發生了玻璃窗破裂、站房牆身脫落、違規棄置廢物於站房內等的狀況，後來由伊萬里市的當地組織向JR九州將站房購買，並且作保護保存至今。
在站前廣場建有為表揚地元醫生、堀田醫院第11任院長堀田政太郎的功績，於車站廣場前豎立了「堀田政太郎翁功勞碑」
。

### 月台
設有1面1線的單式月台。列車靠站時，往伊萬里方向為左側上落，往唐津方向為右側上落。
| 路線    | 方向 | 目的地                      |
| ------- | ---- | --------------------------- |
| ■筑肥線 | 上行 | 經■唐津線往唐津、西唐津方向 |
| ■筑肥線 | 下行 | 伊萬里方向                  |

## 歷史
- 1935年3月1日：北九州鐵道（日语：北九州鉄道）山本站至伊萬里站之間開通[4]。
- 1937年10月1日：北九州鐵道被國有化，改為鐵道省筑肥線[5]。
- 1961年10月1日：貨物提取服務取消[6]。
- 1971年3月31日：取消手提行李提取服務[7]。並且降為無人站[8]。
- 1987年4月1日：國鐵分割民營化，車站由九州旅客鐵道（JR九州）營運[9]。

## 使用狀況
本站的使用率十分低，除了站前廣場有幾間民居外，四周皆為農地。最近的集落位於車站南方「長野公民館」一帶，與車站相約300至500米不等。最後一次錄得每天平均使用人數為2011年度，2012年度起再沒有車站的使用數據；又JR九州自2016年度起只公佈首300位最高日均使用量後，本站也從未打進排行榜及使用量超過100人次的附錄表內。
| 乘車人次變化 | 乘車人次變化 | 乘車人次變化 |
| 年度         | 1日平均人次  | 出處         |
| ------------ | ------------ | ------------ |
| 2000         | 50           | [ 統計 1 ]   |
| 2001         | 43           | [ 統計 1 ]   |
| 2002         | 36           | [ 統計 1 ]   |
| 2003         | 37           | [ 統計 1 ]   |
| 2004         | 28           | [ 統計 1 ]   |
| 2005         | 32           | [ 統計 1 ]   |
| 2006         | 29           | [ 統計 1 ]   |
| 2007         | 26           | [ 統計 1 ]   |
| 2008         | 22           | [ 統計 1 ]   |
| 2009         | 22           | [ 統計 1 ]   |
| 2010         | 24           | [ 統計 1 ]   |
| 2011         | 22           | [ 統計 1 ]   |
|              |              |              |
| 2016         | <100         | [ 統計 2 ]   |
| 2017         | <100         | [ 統計 3 ]   |
| 2018         | <100         | [ 統計 4 ]   |
| 2019         | <100         | [ 統計 5 ]   |
| 2020         | <100         | [ 統計 6 ]   |
| 2021         | <100         | [ 統計 7 ]   |
| 2022         | <100         | [ 統計 8 ]   |
| 2023         | <100         | [ 統計 9 ]   |

## 相鄰車站
九州旅客鐵道（JR九州）
■筑肥線
大川野－肥前長野－桃川

### 統計數據
1. ↑  佐賀縣統計年鑑
2. ↑   (PDF). 九州旅客鉄道. 2017-07-31  [2017-08-01]. （原始内容 (PDF)存档于2017-08-01）.
3. ↑   (PDF). 九州旅客鉄道.   [2019-03-10]. （原始内容 (PDF)存档于2019-07-06） （日语）.
4. ↑   (PDF). 九州旅客鉄道.   [2018-07-13]. （原始内容存档 (PDF)于2019-12-06） （日语）.
5. ↑  駅別乗車人員上位300駅（2019年度） （页面存档备份，存于），JR九州。
6. ↑  駅別乗車人員上位300駅（2020年度） （页面存档备份，存于），JR九州。
7. ↑  駅別乗車人員上位300駅（2021年度） （页面存档备份，存于），JR九州。
8. ↑  駅別乗車人員上位300駅（2022年度） （页面存档备份，存于），JR九州。
9. ↑   (PDF).   [2025-04-24]. （原始内容存档 (PDF)于2024-09-19）.

## 外部連結
- JR九州肥前長野站（日語）
- Yahoo日本車站介紹新聞